# Granula
Granula (sing. granulum) är små korn som finns i cytoplasman till vissa immunceller/granulocyter samt förstadier till dessa och andra blodceller.